# Redovne zaobljube
Redovne zaobljube – tudi redovniške zaobljube (latinsko professio religiosa; vota religiosa; angleško religious vows) – so javne zaobljube, ki jih napravijo člani verskih skupnosti Bogu glede svojega ravnanja, življenja in verovanja pred svojim višjim predstojnikom. Navadno vključujejo skupno življenje (zaobljuba pokorščine), skupne dobrine (zaobljuba uboštva) in čistost oziroma neporočenost (zaobljuba čistosti).

## V krščanstvu

### Na Zahodu
Od 6. stoletja so menihi in nune, ki so sledili Pravilu svetega Benedikta, pri svojih javnih obljubah glede na redovni poklic so dajal zaobljubo pokorščino ali poslušnosti (podreditev vodstvu opata/opatije ali priorja/priorke), stalno bivanje (zaveza določenemu samostanu) in "spreobrnitev navad" (ki vključuje celibatno čistost in odpoved zasebnemu lastništvu).
V 12. in 13. stoletju so se pojavili beraški redovi, kot sta frančiškani in dominikanci, katerih poklic, ki je od njih zahteval, da opustijo načelo "stalnosti". Zato v zvezi s svojim poklicem izpovedujejo zaobljubo čistosti, uboštva in pokorščine; podobno so se zavezovali člani redov in družb, ki so nastajale pozneje. Redovniški poklic temelji na sledenju in udejanjanju  evangeljskih svetov (ali nasvetov popolnosti), kar mora biti potrjeno z zaobljubo ali drugo sveto vezjo, ki je v skladu s cerkvenim pravom.
"Regularni kleriki" iz 16. stoletja so podobno kot pozneje jezuiti in redemptoristi sledili isti splošni obliki, čeprav so nekateri dodali "četrto zaobljubo", kar kaže na poseben apostolat ali odnos znotraj reda. Zastalno zaobljubljeni jezuiti (znotraj reda znani kot "tisti s četrto zaobljubo") dajo papežu zaobljubo posebne poslušnosti, da bodo opravili katero koli poslanstvo, ki je v skladu z njihovo usmeritvijo. Klarise dodajo zaobljubo klavzure. Misijonarke ljubezni, ki jih je ustanovila sv. Mati Terezija iz Skopja sredi prejšnjega stoletja, dajejo četrto zaobljubo nesebičnega in brezplačnega "služenja najrevnejšim med revnimi".

#### Pomen redovniških zaobljub
Da bi bile redovniške zaobljube veljavne, morajo biti napravljene svojevoljno, pri zdravi pameti in neprisiljeno. Redovne zaobljube so lahko začasne - ki trajajo navadno tri leta, ki jim na koncu sledijo večne zaobljube, ko se redovnik ali redovnica zaveže za celo življenje. Nadalje so lahko zaobljube slovesne ali preproste, pa tudi javne ali zasebne. Eno ali več zaobljub lahko naredi Bogu posameznik tudi sam osebno. Cerkveni učeniki menijo, da redovne zaobljube vežejo v vesti in da se redovnik ne sme od njih sam svojevoljno odvezati, ampak prositi za spregled od cerkvene oblasti. O zaobljubah pa pravijo tole:
1. "V redovniški družbi so zaobljube potrebne zato, da bi bili vsi člani v vesti povezani s predstojnikom, predstojnik s svojimi podrejenimi pa povezan s poglavarjem Cerkve in tako s samim Bogom." (Blaženi Pij IX.)
2. "Dobro delo brez zaobljube je kakor sad rastline; kdor ga pa stori z zaobljubo, daruje Bogu sad skupaj z rastlino." (Sveti Anzelm).
3. "Delo storjeno brez zaobljube je kakor dar obresti; z zaobljubo pa darujemo Bogu obresti in glavnico." (Sv. Bonaventura)
4. "Zaobljube nas spominjajo na krstno nedolžnost: postavljajo nas v stanje, kakor da smo pravkar prejeli sveti krst." (Sv. Tomaž Akvinski)
5. "Kdor se ne čuti zmožnega, da bi zaobljube spolnjeval, jih ne sme narediti ali jih mora odložiti, dokler ne bo čutil v srcu odločne volje, da jih bo spolnjeval. Bog sam nam zapoveduje: "Izpolni Bogu Najvišjemu storjene obljube!"[5] (Sv. Janez Bosko)[6][7]

### Na Vzhodu
Dajanje zaobljub ni bilo del prakrščanskega redovništva. Tega niso poznali niti puščavniki. Na vzgodu je bilo nošenje posebne meniške obleke najzgodnejša oznaka mladeničev, ki so zapustili svet. Sčasoma so zaobljube na krščanskem Vzhodu postale običajen del obreda tonzure. Poprej si je kdo preprosto našel duhovnega očeta in živel pod njegovim vodstvom. Ko si je oblekel samostansko obleko, je veljalo, da se je za vse življenje zavezal Bogu in da bo v tem posvečenem načinu življenja ostal neomajno do konca. Sčasoma pa je bila določena tonzura in dajanje zaobljub, da bi menihi dojeli resnost posvečenega in asketskega življenja.
Pravoslavni menihi napravljajo enake zaobljube kot stari katoliški redovi: čistost, uboštvo, poslušnost in stalnost. Zaobljube sprejema med posebnim obredom »iguman«, tj. redovni predstojnik, ki ki ima podoben položaj kot »opat«. Po končanem obdobju pouka in preizkušanja v noviciatu lahko menih (kaludžer) ali nuna (monahinja) prejme z dovoljenjem svojega duhovnega očeta tonzuro. V pravoslavni cerkvi obstajajo tri stopnje meništva, ki se med seboj razlikujejo tudi v načinu oblačenja. Škof mora pri pravoslavnih vedno biti menih, ne glede na stopnjo.

## Drugod
Podoben, tj. od svetovnega ločen način življenja in dajanja redovnih zaobljub kot v krščanstvu poznajo tudi v nekaterih najbolj razširjenih vzhodnih verah, kot so budizem, hinduizem in šintoizem, v katerih so nekatere prvine vsebovane v več religijah. Zato tudi njihovo redovništvo ni tako jasno določeno s strogimi pravili. Kot zanimivost omenimo, da v indijskem džainizmu dajejo novinci ne tri, ampak kar pet zaobljub.